# Interpret Europe

Interpret Europe – Associação Europeia de Interpretação do Património é uma organização internacional baseada em filiação, registada como caridade na Alemanha desde 2010.
Inclui como membros associações, instituições, empresas e indivíduos. Cerca de 90% dos membros são Europeus.  

## História
A interpretação de património desenvolvida nos Parques Naturais dos EUA durante a primeira metade do século 20, foi originalmente definida por Freeman Tilden em 1957. A primeira organização nacional na Europa foi a Sociedade para Interpretação do Património Britânico, fundada em 1975.  A Interpret Europe foi inicialmente desenvolvida como uma rede aberta em 2000, enquanto que a associação foi formalmente criada em 14 de Julho de 2010, na Eslovénia.

## Organização
A Interpret Europe opera num sistema de dois níveis com um Conselho de Administração Executivo e um Comité de Supervisão. O Conselho de Administração gere a organização e compreende pelo menos dois membros, cada um deles autorizado a agir como representante legal. O Conselho de Administração é nomeado por um Comité de Supervisão, composto por três a nove membros. O Comité de Fiscalização é eleito pela Assembleia Geral, que deve aprovar as atividades do Conselho de Administração e da Comissão de Fiscalização.

## Os objectivos
A Interpret Europe fomenta a investigação e prática no campo da Interpretação do Património.
A interpretação do património é uma abordagem de aprendizagem não formal que incentiva as pessoas a procurar significados que o património natural ou cultural reserva para eles através de experiências de primeira mão de sítios do património, objetos ou eventos. É uma abordagem usada em todo o mundo principalmente em áreas protegidas, em monumentos, em museus ou em jardins zoológicos ou parques botânicos.
A Interpret Europe promove-se como uma plataforma europeia de cooperação e intercâmbio para estas instituições, bem como universidades onde a interpretação do património é ensinada.

## Actividades
A Interpret Europe realiza conferências, participa em projetos internacionais e organiza eventos de treinamento.
As conferências normalmente incluem até 100 apresentações, workshops e visitas de estudo, com a maioria dos participantes da conferência contribuindo para eles. As conferências da Interpret Europe foram realizadas na Alemanha (2011), Itália (2012), Suécia (2013), Croácia (2014) e Polónia (2015). A conferência da Interpret Europe, na Bélgica, aborda o tema da "Interpretação do Património - para o Futuro da Europa" e é dedicada à questão de como a experiência de visitar locais históricos contribui para a aprendizagem sobre temas como direitos humanos, cidadania ativa e paz.
Os projetos internacionais concentram-se num número de áreas, incluindo o desenvolvimento de critérios de qualidade europeus (líder do projecto  Transinterpret, projeto Leonardo TOPAS), o desenvolvimento da oferta de cursos de formação (Projeto Leonardo HeriQ), que trabalham com públicos específicos (Projeto Grundtvig  HISA) e lidam com abordagens de aprendizagem baseadas em competências (Projeto Leonardo  IOEH, e Projeto Grundtvig InHerit). 
Os eventos de formação são oferecidos em diferentes idiomas e atualmente concentram-se na formação de guias de formadores de guias em instalações relacionadas com o visitante, como parques ou museus.

## Cooperação
A Interpret Europe é parte de uma aliança global, que coopera com a  Associação Nacional para a Interpretação (EUA), Interpretation Canada, Interpretation Australia e outras redes e iniciativas. Na Europa, existem atualmente projetos comuns com a - Associação para a Interpretação do Património (UK) e com a Sdružení pro interpretaci místního dědictví (Czech Republic). A Interpret Europe iniciou também um intercâmbio com a Asociación para la Interpretación del Patrimonio (Spain) e com a Interpretare - Associação de Interpretação do Património Natural e Cultural (Portugal). 
A Interpret Europe apoia o desenvolvimento de outras associações nacionais na Europa.